# 皮奥特尔·马拉尔茨克
皮奥特尔·马拉尔茨克(Piotr Malarczyk，出生於1991年8月1日）是波蘭的職業足球運動員，司職後衛，現效力於英格蘭足球冠軍聯賽葉士域治。

## 外部連結
- Profile at 90minut.pl （页面存档备份，存于）